# Односи Србије и Узбекистана
Односи Србије и Узбекистана су инострани односи Републике Србије и Републике Узбекистана.

## Билатерални односи
Дипломатски односи са Узбекистаном су успостављени 1995. године.
Амбасада Републике Србије у Москви (Русија) радно покрива Узбекистан.

### Политички односи
Председник Томислав Николић је у фебруару 2013.г. одликовао Орденом Републике Србије на ленти председника И.Каримова за заслуге у развијању и учвршћивању мирољубиве сарадње и пријатељских односа између Србије и Узбекистана.

### Економски односи
- Робна размена у 2020. години износила је 2.5 мил. УСД.
- Размена роба у 2019. години вредела је 1,99 милиона америчких долара.
- Робна размена у 2018. години износила је 14,33 мил. УСД.[3][4]